# دينيسي كيرنان
دينيسي كيرنان (بالإنجليزية: Denise Kiernan)‏ هي منتجة تلفزيونية وكاتِبة أمريكية، ولدت في 31 يوليو 1968.

## وصلات خارجية
- الموقع الرسمي